# 神奈川県を本拠地にするスポーツチーム
神奈川県を本拠地にするスポーツチーム
神奈川県に本拠地を置いている主要なスポーツクラブを取り上げる。

## サッカー

### Jリーグ
- 川崎フロンターレ（川崎市） - 前身は「富士通サッカー部」および「富士通川崎フットボールクラブ」
- 横浜F・マリノス（横浜市・横須賀市・大和市） - 旧チーム名は「横浜マリノス」、前身は「日産自動車サッカー部」
- 横浜FC（横浜市）
- 湘南ベルマーレ（平塚市など10市町） - 旧チーム名は「ベルマーレ平塚」、前身は「藤和不動産サッカー部」および「フジタサッカークラブ」
- S.C.相模原（相模原市）

### JFL
- 横浜スポーツ&カルチャークラブ（Y.S.C.C.横浜）（横浜市）

### WEリーグ
- ノジマステラ神奈川相模原（相模原市）

### なでしこリーグ
- 日体大FIELDS横浜（横浜市）
- ニッパツ横浜FCシーガルズ（横浜市）
- 大和シルフィード（大和市）

### フットサル（Fリーグ）
- Y.S.C.C.横浜 (フットサル)（横浜市）
- 湘南ベルマーレフットサルクラブ（小田原市）

### 神奈川県社会人サッカーリーグ

#### 1部
- YOKOHAMA FIFTY CLUB（横浜市）
- イトゥアーノFC横浜（横浜市）
- 品川CC横浜（横浜市）
- 厚木マーカス（厚木市）
- 横浜GSFCコブラ（横浜市）
- 神奈川大学SC（横浜市・平塚市）
- 神奈川県教員SC
- Y.S.C.C.セカンド（横浜市）
- FCグラシア相模原（相模原市）
- かながわクラブ（横浜市）
- 日本工学院F・マリノス
- 鎌倉インターナショナルFC（鎌倉市）

#### 2部

##### Aブロック
- 品川CCセカンド（横浜市）
- Develoop YAMATO FC（大和市）
- JFC FUTURO（横浜市）
- ONODERA FC（横浜市） - 旧チーム名は「LEOC FC」から改称。
- VERDRERO港北（横浜市）
- 横須賀マリンFC（横須賀市）
- 鎌倉インターナショナルSC（鎌倉市）
- 南FC（相模原市・横浜市）
- 横浜ミラン（横浜市）
- FC ASAHI（横浜市）
- FC AIVANCE横須賀シティ（横須賀市）
- FC厚木（厚木市）
- 平塚SC（平塚市）
- 初声FC（三浦市）
- FC Girasole（横浜市）
- SUPERIORE FC（横浜市）

##### Bブロック
- 六浦FC（横浜市）
- エブリサ藤沢ユナイテッド（藤沢市）
- FCSC（藤沢市）
- 専修大学FC（川崎市）
- 港北FC（横浜市）
- 江ノ島フリッパーズ（藤沢市）
- 山王FC（平塚市・伊勢原市・厚木市・秦野市・海老名市・綾瀬市・大和市）
- クラブテアトロ（横浜市）
- 日本工学院FC
- 横須賀高校OBクラブ（横須賀市）
- パジャッソ（平塚市）
- デスペルーホ藤沢（藤沢市）
- FCコラソン・プリンシパル（相模原市）
- FC八部（藤沢市）
- FC SOCIOS（横浜市）
- 東急SレイエスFC（横浜市）

#### 3部

##### Aブロック
- FC.フェルメンターレ（横浜市）
- 日本工学院SC
- SAKURA FC（相模原市）
- 相模原あじさいFC（相模原市）
- Reunited（横浜市・藤沢市）
- チャレンジャーズ シティ フットボール（厚木市）
- SC ESTRELAA（横浜市）

##### Bブロック
- FC REBOOT（横浜市）
- トトカルチョ湘南（藤沢市）
- SALVATORE1991（横浜市）
- FULNELSON（横浜市）
- AFC横浜（横浜市）
- FC緑（横浜市）
- 横浜かもめSC（横浜市）

##### Cブロック
- Y.S.C.C.ミドル（横浜市）
- バンデリージャ横浜（横浜市）
- エルマーノ若葉台（横浜市・大和市）
- FC川和（横浜市）
- イトゥアーノFC横浜JFSL（横浜市）
- ルミエール青葉（横浜市）
- 横浜ルークス（横浜市）

##### Dブロック
- フォルテSC（厚木市・綾瀬市・大和市・横浜市・川崎市）
- 東海FC.WINGS（平塚市）
- 綾瀬FC（綾瀬市）
- FCザウルス（小田原市・南足柄市）
- SONY厚木（厚木市）
- FIESTA（横浜市）
- Citta natale Komatsubara（座間市）

##### Eブロック
- 星が丘SC（相模原市）
- CFG-YOKOHAMA（横浜市）
- ソニーサッカー部（厚木市） - 旧チーム名は「SONYサッカー部」から変更
- 横浜市役所サッカー部（横浜市）
- Vaso Pequeno（横須賀市・逗子市）
- 相模原VIGO（相模原市）
- 横浜エストラージャFC（横浜市）

##### Fブロック
- FCドミンゴ（横浜市）
- 住友電工横浜FC（横浜市）
- DFBリベロ（藤沢市・大和市）
- Nemo・H・Daisy
- Tsujido FC（藤沢市）
- 湘南Tipsion（茅ヶ崎市・大磯町）
- FC Grand city法泉（横浜市）

##### Gブロック
- DURO FC（秦野市）
- FCマルガリータ（横浜市）
- 日本工学院AC
- FC GAUCHO（横浜市・川崎市）
- FCグラシア相模原セカンド（相模原市）
- YTC.FC（横浜市）
- 大沢FC（相模原市）

##### Hブロック
- CLUB BLUEHIP
- ヘラクレス大磯（大磯町）
- FC伊勢原フォルティシモ（伊勢原市）
- 秦野FC（秦野市）
- バイラール湘南（平塚市）
- 東富水FC（小田原市）
- D.エフェクト（小田原市）

##### Jブロック
- 相東ユナイテッドFC（相模原市）
- FC.レジスタンス
- YKFC（横浜市）
- 相模原みどりスポーツクラブ（相模原市）
- てんぐ
- 緑野キッカーズ（大和市）
- Saltista橋本FC（相模原市）
- Riberte C.F（横浜市）

##### Kブロック
- Amistad FC（秦野市）
- FC OFFSIDE/meteor（横浜市）
- ブレッサ相模原（相模原市）
- FC ASANO（横浜市）
- yokohama H・puente（横浜市） - 旧チーム名は「Yokohama puente」から変更
- Football Team三ツ沢（横浜市）
- AS.Barbera（横浜市）

##### Lブロック
- NGI UNITED（大和市・厚木市）
- GLANZ FC（横浜市）
- IZUMI FC（横浜市）
- FUN PLACE横浜（横浜市）
- T.BLUE
- FC Valda
- Bianco nero FC（横浜市）

##### Nブロック
- Carpe Diem（横浜市）
- FC MO・SALA（横浜市）
- FC瀬ヶ崎LAUREATO（横浜市）
- SC相模原U-21（相模原市）
- FC Curiolaso（横浜市）
- tmu
- 常盤台11（横浜市）

##### Pブロック
- 鎌倉市役所（鎌倉市）
- 江の島FC（藤沢市）
- A.N.F.C
- 日揮サッカー部（横浜市）
- HAMA-TEA2002（横浜市）
- SRO（大和市）
- フットワーククラブ寒川（寒川町）

##### Qブロック
- ゴブリン
- 神奈川県庁サッカー部（横浜市）
- OSA FC（大磯町）
- FIVE STAR（藤沢市） - 旧チーム名は「トリトン藤沢」から改称
- 瀬谷インターナショナルセカンド（横浜市）
- 久野FC（小田原市）
- エスペランサSCセカンド（横浜市）

##### Rブロック
- Ringhio
- LOTRS YOKOHAMA（横浜市）
- FC ASAHI1980（横浜市）
- 東芝FCイーグルス（川崎市）
- CLUB MARADO（横浜市）
- ALTO CLUB（横浜市）
- ALAS negras

##### Sブロック
- FC GRAN SUMA（横浜市）
- 大豆戸FC（横浜市）
- WINCHESTER FC
- 鎌倉インターナショナルクラシック（鎌倉市）
- 大和S.Matthaus（大和市）
- 南郷FC（葉山町）
- 横須賀シーガルズFC（横須賀市）

### 関東サッカーリーグ
- 桐蔭横浜大学FC（横浜市）
- 横浜猛蹴フットボールクラブ（横浜市）
- 東邦チタニウム（茅ヶ崎市）
- エスペランサSC（横浜市）
- 厚木はやぶさFC（厚木市） - 旧チーム名は「はやぶさイレブン」から改称。

### 過去に本拠としていたチーム
- ヴェルディ川崎（現：東京ヴェルディ1969）
- 横浜フリューゲルス - 現在は消滅。
- NKK - 現在は廃部。
- 東芝堀川町サッカー部（川崎市幸区堀川町）
- フジタ天台SCマーキュリー（平塚市） - 現在は廃部。
- 古河電気工業サッカー部（横浜市） - 現在は廃部。

## 野球

### プロ野球
- 横浜DeNAベイスターズ（プロ野球・セントラル・リーグ 横浜市） - 旧チーム名は「大洋ホエールズ」、「横浜大洋ホエールズ」、「横浜ベイスターズ」など
  - 横浜DeNAベイスターズ (ファーム)（プロ野球・イースタン・リーグ 横須賀市） - 旧名は「湘南シーレックス」
- 読売ジャイアンツ (ファーム)（プロ野球・イースタン・リーグ 川崎市）
- 神奈川フューチャードリームス（独立リーグ・ベースボール・チャレンジ・リーグ）
- YKSホワイトキングス（独立リーグ・ベイサイドリーグ）

### その他
- ENEOS野球部（社会人野球 横浜市）
- 東芝野球部（同上 川崎市）
- 三菱重工East硬式野球部（同上 横浜市）
- 日産自動車硬式野球部（横須賀市） - 現在は休部
- いすゞ自動車硬式野球部（川崎市→藤沢市） - 現在は活動休止

### 過去に本拠としていたチーム
- 高橋ユニオンズ（プロ野球・パシフィック・リーグ 川崎市）- 現在は解散。
- ロッテオリオンズ（プロ野球・パシフィック・リーグ 川崎市） - 現チーム名は「千葉ロッテマリーンズ」
- 三菱ふそう川崎硬式野球部（川崎市） - 現在は解散。
- 日本コロムビア硬式野球部（川崎市） - 現在は解散。
- 日本鋼管野球部（川崎市） - 現在は解散。
- 日本コロムビア硬式野球部（川崎市） - 現在は廃部。

## バレーボール

### Vリーグ
- 富士通カワサキレッドスピリッツ（男子、川崎市）
- NECレッドロケッツ（女子、練習場が川崎市、チーム所在地は東京都）

### 過去に本拠としていたチーム
- 小田急ジュノー - 現在は消滅。
- 富士フイルム女子バレーボール部（南足柄市） - 現在は廃部。
- 富士フイルム・プラネッツ（南足柄市） - 現在は廃部。
- ヤクルト本社バレーボール部（藤沢市） - 現在は廃部。

## バスケットボール

### Bリーグ
- 横浜ビー・コルセアーズ（横浜市）
- 川崎ブレイブサンダース（川崎市） - 旧チーム名は「東芝ブレイブサンダース」、「東芝ブレイブサンダース神奈川」、「東芝川崎ブレイブサンダース」など

### B3リーグ
- 湘南ユナイテッドBC(藤沢市)
- 横浜エクセレンス（横浜市） - 旧チーム名は「東京エクセレンス」

### Wリーグ
- 富士通レッドウェーブ（川崎市）

### その他
- 横浜ギガスピリッツ（横浜市 かつてのいすゞ自動車バスケットボール部→横浜ギガキャッツ）
- NKKシーホークス（川崎市） - 現在は休止。
- 相模原プロセス（相模原市） - ジャパン・バスケットボールリーグの参加を目指しているチーム。
- 湘南ユナイテッドBC（藤沢市、茅ヶ崎市、寒川町） - B3リーグに所属。
- 横浜エクセレンス（横浜市） - B3リーグに所属。

### 過去に本拠としていたチーム
- 東芝レオスパークルズ（川崎市幸区） - 現在は廃部。
- 日立戸塚レパード（横浜市） - 現在は廃部。
- 日立ベルフィーユ（横浜市） - 現在は廃部。

## ラグビー

### リーグワン
- 横浜キヤノンイーグルス（横浜市） - 旧チーム名は「キヤノンイーグルス」
- 三菱重工相模原ダイナボアーズ（相模原市） - 前身は「三菱重工相模原製作所ラグビー部」

## アメリカンフットボール

### Xリーグ
- 富士通フロンティアーズ（川崎市）
- ノジマ相模原ライズ（相模原市）
- アサヒビールシルバースター（川崎市）

### 過去に本拠としていたチーム
- オンワードオークス - 現在は廃部。

## ソフトボール
- 日立サンディーバ（横浜市）

## アイスホッケー

### アジアリーグ
- 横浜GRITS（横浜市）

### 過去に本拠としていたチーム
- SEIBUプリンス ラビッツ（準本拠地：横浜市） - 現在は消滅。

## 陸上競技
- プレス工業陸上競技部（藤沢市）
- パナソニック女子陸上競技部（横浜市）

### 過去に本拠としていたチーム
- 横浜DeNAランニングクラブ（横浜市） - 現在は廃止

## 卓球

### Tリーグ
- 木下アビエル神奈川 - 石川佳純などが所属

### 日本卓球リーグ
- 信号器材卓球部（川崎市）

## 自転車競技

### ジャパンサイクルリーグ
- Tema UKYO相模原（相模原市）

## ボクシング
- 横浜光ボクシングジム（横浜市）
- 花形ボクシングジム（横浜市）
- 大橋ボクシングジム（横浜市）
- 神奈川渥美ボクシングジム（川崎市）
- 川崎新田ボクシングジム（川崎市）

## プロレス
- 全日本プロレス（横浜市）
- 大日本プロレス（横浜市）
- ワールド女子プロレス・ディアナ（川崎市）

## ビーチバレー
- 川崎ビーチスポーツクラブ（川崎市） - 坂口佳穂などが所属。

## 相撲

### 過去に本拠としていた相撲部屋
- 中川部屋（川崎市）

## モータースポーツ

### 過去に本拠としていたチーム
- ハセミモータースポーツ（愛甲郡愛川町）

## 体操
- 徳洲会体操クラブ（鎌倉市） - 岡慎之助、杉野正尭、オリンピック金メダリストなども所属。